# 卡梅隆室內體育館

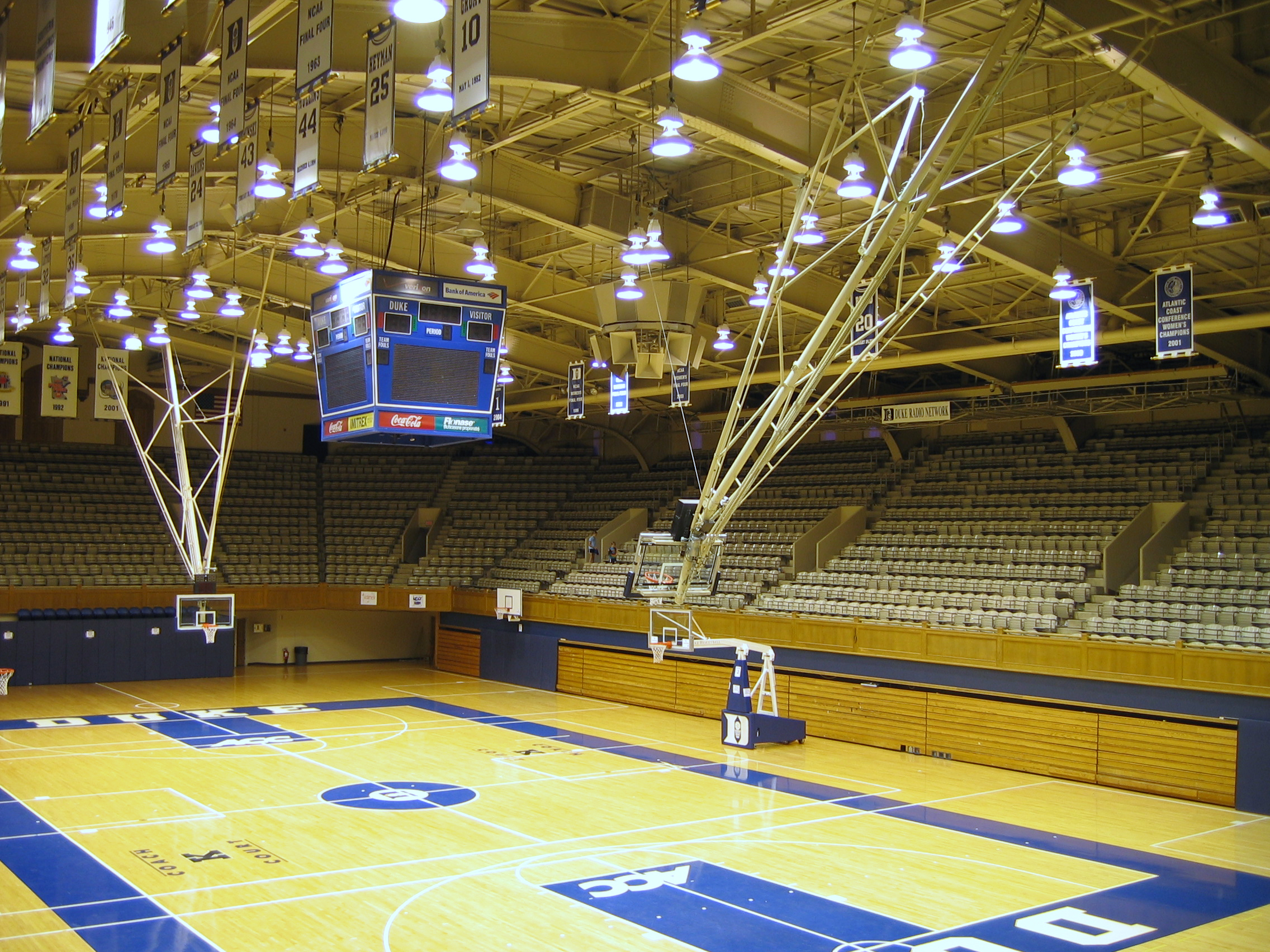

卡梅隆室內體育館（Cameron Indoor Stadium）是位於北卡羅萊納州杜克大學達勒姆校区的室內體育館。它是杜克大學藍魔隊的主要室內運動場館，也是杜克大學男女籃球和女子排球的主場，擁有9,291個座位。

## 外部連結
35°59′51″N 78°56′32″W / 35.997527777778°N 78.942305555556°W